# Embleton (Cumbria)
Embleton is een klein civil parish in het district Allerdale in Cumbria, Engeland. Het ligt ten oosten van Cockermouth, in de buurt van het Lake District.